# Софронята
Софроня́та (рос. Софронята, марій. Йыврай почиҥга) — присілок у складі Новотор'яльського району Марій Ел, Росія. Входить до складу Чуксолинського сільського поселення.
Стара назва — Сафронята.

## Населення
Населення — 18 осіб (2010; 32 у 2002).
Національний склад (станом на 2002 рік):
- марійці — 100 %